# Palmer Park (Reading)
Il Palmer Park è un parco pubblico della città di Reading, in Inghilterra. I terreni che costituiscono il parco vennero donato alla città dai proprietari del biscottificio Huntley & Palmers ed ancora oggi al centro di esso si trova un monumento dedicato al suo fondatore.

## Storia

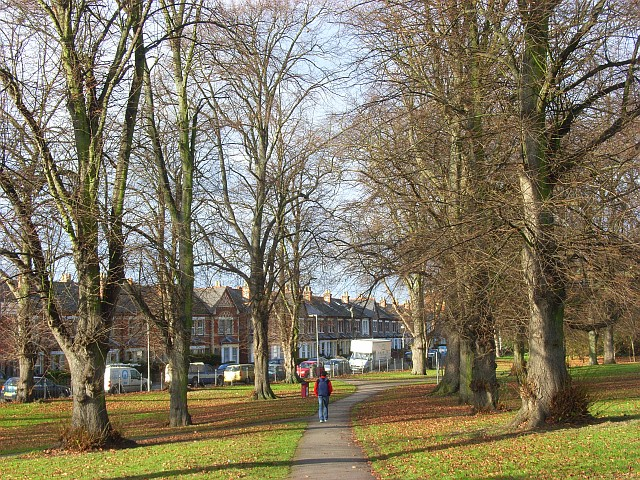
Uno dei viali del parco

Nel 1882 i terreni del futuro parco vennero utilizzati per la prima volta per ospitare il Royal Agricultural Show, una fiera agricola del paese. Nel 1889 avvenne la prima donazione di 8.5 acri di terreno alla città di Reading da parte dei proprietari della ditta Huntley & Palmers. Il parco venne esteso con altri 49 acri di terra nel 1891, e fu aperto completamente al pubblico il 4 novembre 1891. Il parco ed il padiglione centrale vennero progettati dall'architetto William Ravenscroft.
Il parco fu utilizzato anche per varie iniziative culturali della città, come ad esempio l'annuale Carter's Steam Fair. Nel terreno del parco venne scoperto anche un giacimento naturale di gesso che metteva a repentaglio la stabilità di alcune aree, che furono  poi compattate per prevenire incidenti.

## Il parco

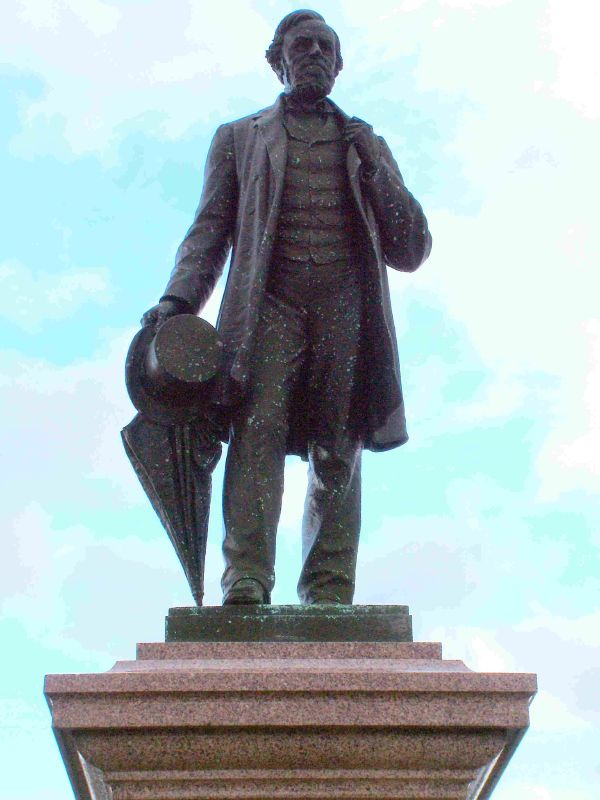
Il monumento a George Palmer al centro del parco omonimo

Il parco contiene al proprio interno il Palmer Park Stadium, un velodromo e stadio di atletica. Inclusi nel parco sono la Palmer Park Library, Palmer Park Bowling Club, due campi da gioco, un caffè e diversi campi da calcio utilizzati dalle squadre locali, oltre ad un campo da cricket.
Al centro del parco si trova il Monumento a George Palmer che donò il terreno per la creazione del parco omonimo, realizzato da George Blackall Simonds e qui trasferito dalla sua originaria collocazione su Broad Street nel 1930.